# Anwar El Ghazi
Anwar El Ghazi   (Barendrecht, 3 de maig de 1995) és un futbolista professional neerlandès que juga com a volant pel PSV Eindhoven i per l'equip nacional neerlandès.